# Sakowszczyzna
Sakowszczyzna (biał. Сакаўшчына; ros. Саковщина) – agromiasteczko na Białorusi, w obwodzie mińskim, w rejonie wołożyńskim, w sielsowiecie Wołożyn.
Znajduje się tu parafialna cerkiew prawosławna pw. św. Proroka Eliasza z 1878 r., zlokalizowana na cmentarzu.

## Historia
Dawniej wieś i folwark. W dwudziestoleciu międzywojennym leżała w Polsce, w województwie nowogródzkim, w powiecie wołożyńskim. W niepodległej Białorusi do 28 maja 2013 była siedzibą sielsowietu.